# Charte des forêts
 (novembre 2018).
- Si vous ne connaissez pas le sujet, laissez ce bandeau (vous pouvez alors contacter les auteurs).
- Si vous supprimez le contenu mis en cause (vous pouvez préalablement contacter les auteurs),

argumentez précisément cette suppression dans la page de discussion
(un manque de référence n'est pas un argument ; une recherche réelle de référence doit avoir été effectuée, être formellement documentée).
 (novembre 2018).

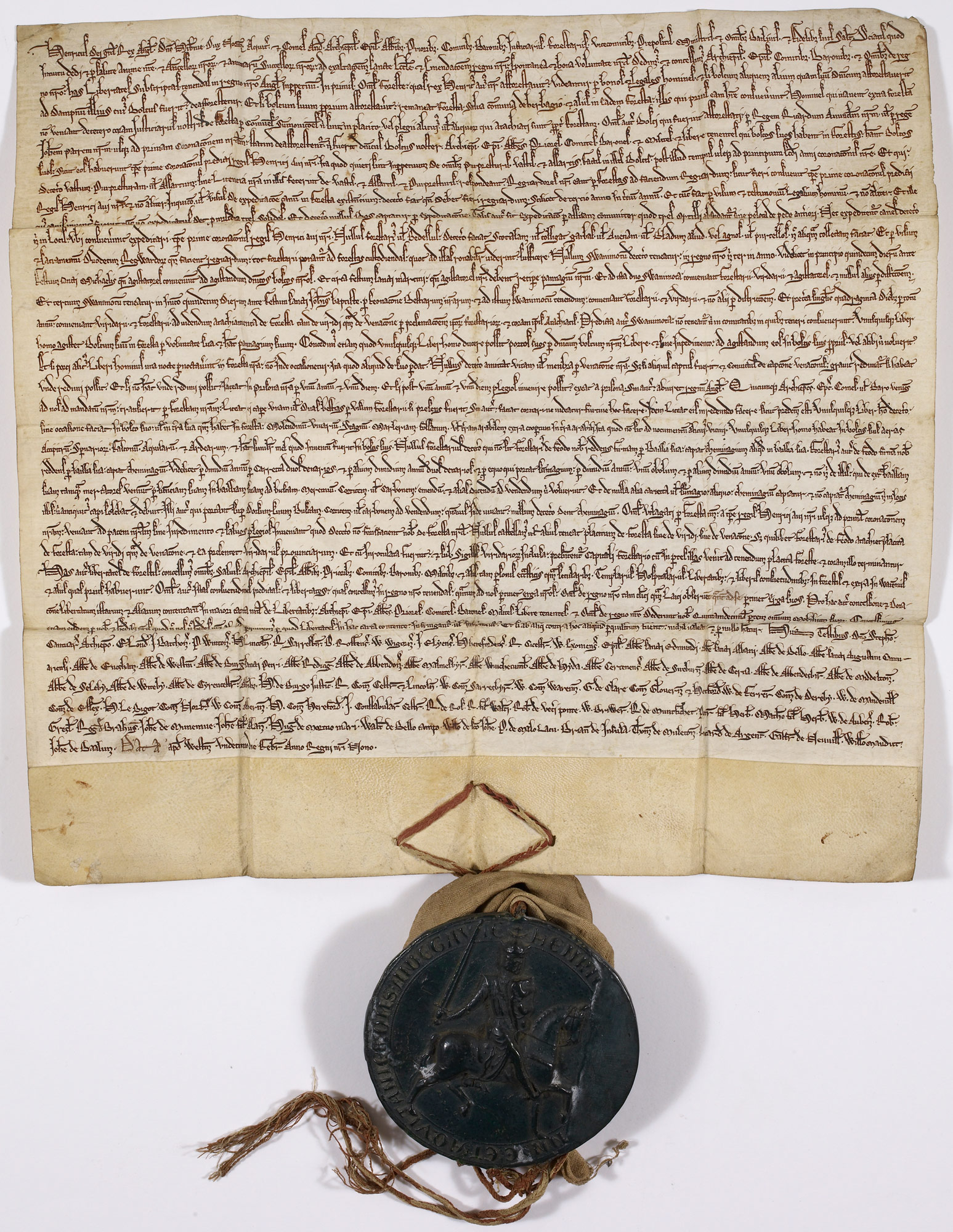
La Charte des forêts dans sa version de 1225, conservée à la British Library.

La Charte des forêts ou Charte de la forêt (en latin Carta Foresta, en anglais Charter of the Forest) est promulguée en 1217, annulée par le pape, puis adoptée en 1225. Elle est à comprendre comme complément de la Magna Carta élaborée en 1215 en Angleterre.
« Tandis que la première Charte porte sur les « libertés » des sujets du royaume d'Angleterre, la seconde traite des questions relatives à la subsistance des plus pauvres… ».

## Contenu
Il s'agit alors de formaliser, par écrit, le droit coutumier que les pauvres (dont les paysans sans terres) avaient eu depuis des temps immémoriaux d'avoir accès aux forêts communales pour assurer la couverture de leurs besoins. La Charte est constituée de seize articles. L'article 3 met explicitement en avant le soin qui doit être porté pour préserver les communs de la forêt, menacés par les politiques des rois depuis Guillaume le Conquérant au XIe siècle pour en faire les domaines réservés de la chasse royale. Un décret royal de 1184 indique ainsi que tout territoire transformé en forêt royale relève d'un droit forestier (forest law, d'origine normande) différent de la loi commune (common law, traditionnelle), avec une administration (gardes, écuyers, juges) chargés de l'application des interdictions (hors le propriétaire royal) : chasse de gibier, port d'armes, chiens de chasse, port d'oiseaux de proie, abattage d'arbres, culture, construction…
L'article 3 parle ainsi de saving the Common Herbage par référence au droit reconnu aux pauvres de mener leur bétail dans la forêt. Il est à mettre en relation avec l'article 9 qui formalise le droit à l'agistment, l'autorisation pour un temps délimité d'envoyer le bétail dans la forêt pour sa nourriture : « tout homme libre peut ouvrir au bétail (agist) son propre bois à l'intérieur de notre forêt, comme il lui plaît, et pourra prendre son pawnage ». Le pawnage, en français, le panage, désigne ce que les cochons peuvent trouver dans la forêt pour se nourrir.
L'article 12, qui étend la portée de ces droits aux communaux en reconnaissant que « tout homme libre fera sans danger dans son propre bois, ou dans sa terre, ou dans ses eaux, ce qu'il peut faire dans notre forêt ; moulins, sources, mares, trous de marais, digues ou terrain arable, sans clôturer (without inclosing) ce terrain arable ; afin que ce ne soit pas une gêne pour l'un de ses voisins ».
L'article 17 restitue des « libertés des forêts » contre les privilèges précédemment attribués aux « archevêques, évêques, abbés, prieurs, barons, chevaliers… ».

## Histoire

### Au cours du13esiècle
La charte, promulguée le 6 novembre 1217 à la cathédrale Saint-Paul de Londres, est déclarée nulle par le pape, sur demande du roi Jean.
Elle est republiée en 1225 sous Henri III, et confirmée 25 fois sur deux siècles.
La version de 1297, sous Édouard Ier, figure encore dans le corpus législatif britannique.
La Révolte des paysans d'Angleterre de 1381 fait référence à une Loi de Winchester qui s'en inspire : Droit de pacage, de chasse, de pêche, de construction de moulin…

## Conséquences
Le point décisif à relever, c'est l'interdiction de « clôturer » (inclose) la terre. Or, c'est justement ce qui va commencer à se produire à partir de la fin du XVe siècle, lançant la première vague du mouvement des enclosures de la terre qui trouve son achèvement au XIXe siècle partout en Europe. Nous avons là le processus par lequel le capitalisme moderne trouve sa source d'expansion et inaugure un tout nouveau régime du droit, le droit fondé sur la propriété.

## Analyse
Marx considère cela comme « l'accumulation primitive du capital ». Ce point aveugle de l'histoire officielle, touchant les origines de la modernité, est diffusé et enseigné dans les écoles, à quelques exceptions près, pour mieux occulter la violence inouïe qu'il a fallu mobiliser pour instituer le droit moderne fondé sur la propriété. La formule du philosophe chrétien du XVIIe siècle, Blaise Pascal (1623-1662) est particulièrement adaptée : « Il ne faut pas que le peuple sente la vérité de l'usurpation; elle a été introduite autrefois sans raison, elle est devenue raisonnable. Il faut la faire regarder comme authentique, éternelle, et en cacher le commencement si on ne veut qu'elle prenne bientôt fin ». La philosophe Simone Weil (1909-1943) en tire cette définition terrible : « Ainsi l'histoire n'est pas autre chose qu'une compilation des dépositions faites par les assassins relativement à leurs victimes et à eux-mêmes ».
Une usurpation qui va s’exercer dans les territoires conquis, au Nouveau Monde en particulier, des siècles durant avec une constante brutalité dont « le commencement » européen reste généralement occulté, comme le remarque par exemple Aimé Césaire : « L’historien Tocqueville affecte d’ignorer quelles violences, quelles exactions ont réussi dans l’Europe du XVe siècle, à arracher à leurs domaines ruraux d’énormes masses humaines, pour les jeter sur le marché du travail, sans racine, sans défense, prolétaires aliénables… ». L’imposition du régime de propriété, en Amérique du Nord notamment, sera facilité en outre du fait que non seulement les peuples amérindiens n’avaient aucune notion de propriété de la terre mais ils n’avaient pas non plus coutume de délimiter les cultures. « Pour les Anglais, le fait qu’aucun marquage matériel ne délimite la propriété individuelle signifiait que les Indiens n’occupaient pas réellement les terres, et qu’elles n’avaient pas été mises en valeur ». Alors qu’en fait, les Amérindiens pratiquaient ce que l’on redécouvre depuis la fin du XXe siècle sous forme d’écobuage et d’agroforesterie. Or « Ce type d’agriculture était si étranger aux Anglais qu’ils n’identifièrent même pas ce qu’ils trouvèrent comme des terres en culture. », note Charles C. Mann à propos de la colonisation britannique du XVIIe siècle en baie de Chesapeake. C’est là que les colons allaient édifier la ville de Jamestown (Virginie), qui deviendra en quelques décennies la capitale mondiale du tabac, culture de plantation par excellence.
Le droit féodal, tel qu'il est formalisé dans la Charte des Forêts, repose sur un tout autre principe que celui de la propriété comme l'a mis en évidence l'historien anglais E. P. Thompson : « le concept central de la coutume féodale n'est pas celui de propriété mais celui d'obligations réciproques ». Le droit est alors hybride : une terre, par exemple, est à la fois un bien privé et commun. Il y a obligation pour celui qui détient la terre à titre privé de la laisser ouverte pour les gens du commun et ceux-ci ont obligation de reconnaître les droits du premier sur la terre. Le droit moderne qui s'élabore à partir du XVIe siècle avec les actes d'enclosure tranche dans le vif ; il repose, de façon entièrement nouvelle, sur le cloisonnement étanche entre le droit public et le droit privé, entre ce qui relève de l'État et ce qui relève de la propriété privée du marché.
Dès lors, plus aucune place pour l'espace des communs. Dans ce tout nouveau régime d'économie politique, seuls l'État et le marché sont censés pouvoir prendre en charge l'organisation de la vie sociale.
La Charte des Forêts est alors réduite en lambeaux et les pauvres n'ont plus d'autre choix pour assurer leur subsistance, de façon légale, que de rentrer dans le régime du salariat moderne.

## Réévaluation au21esiècle
Les travaux d'Elinor Ostrom et de son équipe, récompensés par le prix Nobel d'économie en 2009 (« prix de la Banque de Suède en sciences économiques à la mémoire d'Alfred Nobel »), permettent enfin à la science économique moderne de ré-élaborer des outils théoriques consistants pour penser, entre le marché et l'État, l'espace des communs, accompagnant leur renaissance, sur le plan pratique, partout dans le monde.
En dépit de l'immense processus de destruction qu'ils ont subi avec la modernité, ils restent, à l'heure actuelle, pour deux milliards d'êtres humains la base de leur subsistance, d'après l'enquête faite par l'Association internationale pour l'étude des communs.
Au-delà de cela, tout l'intérêt des travaux d'Ostrom est de donner une sérieuse piste pour définir une approche socio-écologique par les communs pour traiter au mieux le défi de l'effondrement écologique auquel semble conduire inexorablement le régime de la modernité fondé sur le cloisonnement droit public-droit privé.

## Texte original
Deux exemplaires de la charte dans sa version de 1217 subsistent à l'époque contemporaine, conservées respectivement à la cathédrale de Durham et à la cathédrale de Lincoln. Un exemplaire de la version de 1225 est conservé à la British Library.